# Бухта Лососей
Бу́хта Лосо́сей расположена на севере залива Анива в Охотском море у южного берега острова Сахалин. Относится к территории Анивского и Корсаковского районов Сахалинской области России.
На берегах бухты расположено несколько населённых пунктов.

## Название
Бухта названа нидерландским мореплавателем Де Фризом во время исследований Сахалина и Курильских островов в 1643 году. Название бухты связано с обилием лососевых рыб в ней.
Летом 1905 года Гидрографический отдел Японского императорского флота переименовал бухту в честь крейсера «Титосэ». После подписания Портсмутского мирного договора Южный Сахалин вошёл в состав Японской империи, а в 1909 году новое название бухты было подтверждено Министерством внутренних дел Японской империи.
Помимо названия бухта Лососей встречаются следующие: Лосо́сей, залив Лососей, губа Лососей, гавань Лососей, залив Титосе, залив Титосэ, бухта Цитосэ, Цитосэ-ванъ.

## География
Представляет собой мелководный залив в вершине залива Анива от устья реки Лютоги на западе до окрестностей города Корсаков на востоке. В бухту впадают несколько рек: Соловьёвка, Сусуя, Средняя, Цунай, воды которых выносят с собой немалое количество ила и песка, а во время тайфунов и паводков — промышленные и бытовые отходы, оседающие на берегах и мелководьях. Во время прилива вода поднимается до 1,6 м, затапливая низкие берега, и поднимается по рекам вверх по течению на расстояние до 1,5 км от устья. Во время отлива обнажается дно бухты на расстоянии до 800 м от берега, тогда вдоль берегов образуется сеть из мелководных озёр и проток. Донный грунт песчано-илистый и песчаный.

## Водный режим
Бухта замерзает в ноябре, продолжительность ледостава доходит до 170 дней. В конце апреля — начале мая лёд разрушается, а льдины выносятся в открытые воды залива Анива, акватория которого в свою очередь зимой не замерзает.

## Флора и фауна
Прибрежные почвы торфяные и торфяно-глеевые низинных болот. Здесь произрастают водные растения: тростник, вейник, камыш, ситник, клубнекамыш, различные виды осок, на слегка возвышенных участках расположился разреженный лиственничный лес. Встречаются растения, занесённые в Красную книгу: аралия сердцевидная, башмачок крупноцветковый, пион обратнояйцевидный.
Орнитофауна акватории залива очень разнообразна, некоторые виды птиц занесены в Красную книгу России. Здесь находятся места гнездования водно-болотных птиц и массовой остановки перелётных птиц, которые отдыхают, кормятся и пережидают непогоду.

## Рекреация
Залив Лососей является популярным местом отдыха, любительской охоты и рыболовства жителей Южно-Сахалинска и окрестных посёлков.